# Shahid Khan
Shahid "Shad" Khan (شاہد خان, Nastaliq) (18 juli 1950), is een Pakistaans-Amerikaans miljardair. Hij is de eigenaar van de Jacksonville Jaguars uit de National Football League (NFL) en voetbalclub Fulham FC uit de Premier League. Daarnaast is hij hoofdinvesteerder van professioneel worstelpromotie All Elite Wrestling (AEW); dit doet hij samen met zijn zoon Tony. Khan is ook de eigenaar van de auto-onderdelenfabrikant Flex-N-Gate in Urbana, Illinois.
Khan stond in 2012 op de voorkant van het tijdschrift Forbes en werd hij geassocieerd met het gezicht van de American Dream. Vanaf mei 2019 is het vermogen van Khan $ 6,8 miljard. Hij staat op de 65e plaats in de Forbes 400-lijst van rijkste Amerikanen en is over het algemeen de 224e rijkste persoon ter wereld. Hij is ook de rijkste persoon van Pakistaanse afkomst.

## Zakelijke carrière

#### Flex n Gate
Khan werkte bij de autofabrikant Flex-N-Gate Corporation tijdens zijn studie aan de Universiteit van Illinois. Toen hij afstudeerde werd hij aangenomen als technisch directeur van het bedrijf. In 1978 startte hij Bumper Works, dat autobumpers maakte voor aangepaste pick-up trucks en carrosserieherstellingen.
In 1980 kocht hij Flex-N-Gate van zijn voormalige werkgever Charles Gleason Butzow, waardoor Bumper Works in de plooi kwam. Khan liet het bedrijf groeien zodat het bumpers leverde voor de  Big Three automakers. In 1984 begon hij met het leveren van een klein aantal bumpers voor Toyota pick-ups. In 1987 was het de enige leverancier voor Toyota pick-ups en in 1989 was het de enige leverancier voor de hele Toyota-lijn in de Verenigde Staten. De toepassing van The Toyota Way verhoogde de efficiëntie en het vermogen van het bedrijf om het productieproces binnen enkele minuten te wijzigen.
Tegen 2011 had Flex-N-Gate 12.450 werknemers en 48 fabrieken in de Verenigde Staten en verschillende andere landen en in 2017 had het een omzet van $ 7,5 miljard en werd het gerangschikt op de 49e grootste particuliere Amerikaanse onderneming.
In mei 2012 heeft de Occupational Safety and Health Administration Flex-N-Gate $ 57.000 beboet wegens gezondheidsschendingen in de Urbana-fabriek. Voor de 2012 NFL Draft, de United Automobile Workers (UAW) en andere  milieuactivistische groepen organiseerden campagne voor verschillende beschuldigingen tegen Flex-N-Gate en Khan.